# Molophilus scutellatus
Molophilus scutellatus là một loài ruồi trong họ Limoniidae. Chúng phân bố ở miền Cổ bắc.